# Steven Allerick
Steven Allerick es un actor canadiense-estadounidense.  Es mejor conocido por sus papeles como el padre de Snake Eyes en Snake Eyes: GI Joe Origins y como Simba en la producción de Broadway de El Rey León de Disney.  

## Vida y carrera
Allerick nació en Toronto, Ontario, de padres jamaicanos.  Se graduó en la Universidad Ryerson.  Su trabajo se puede ver en numerosos programas de televisión, incluidos The Expanse y Fear the Walking Dead, y su voz se puede escuchar en la canción principal del exitoso anime Beyblade Burst, así como en su álbum homónimo.   

## Filmografía

### Películas
| Año  | Título                                     | Role                   | Notas                  |
| ---- | ------------------------------------------ | ---------------------- | ---------------------- |
| 2021 | Snake Eyes                                 | Snake Eyes's father    |                        |
|      |                                            |                        |                        |
| 2020 | I Don't                                    | Steve                  | Cortometraje           |
| 2019 | Erasing His Past                           | Neil                   | Película de televisión |
| 2018 | Nanny Surveillance                         | Dan                    | Película de televisión |
| 2018 | Jamie, Michelle, and The Saddish Radish    | Patron                 | Cortometraje           |
| 2017 | Smokd                                      | Juror #7               | Cortometraje           |
| 2014 | My Sister                                  | Man                    |                        |
| 2014 | Level Up                                   | Vineet                 | Cortometraje           |
| 2008 | This Is Not a Test                         | Man in SUV             |                        |
| 2007 | Moxie                                      | Itch                   | Cortometraje           |
| 2007 | Two-Eleven                                 | Detective Mark Gray    | Cortometraje           |
| 1999 | A Touch of Hope                            | Javier                 | Película de televisión |
| 1998 | Universal Soldier III: Unfinished Business | Air Traffic Controller | Película de televisión |

### Televisión
| Year | Title                 | Role                 | Notes       |
| ---- | --------------------- | -------------------- | ----------- |
| 2021 | Sexpectations         | Drew                 | 5 episodios |
| 2020 | Station 19            | Marco                | 1 episodio  |
| 2020 | Westworld             | Delos Guard          | 1 episodio  |
| 2019 | The Fix               | Officer Crawford     | 1 episodio  |
| 2019 | Carol's Second Act    | Doug                 | 1 episodio  |
| 2019 | S.W.A.T.              | Guard                | 1 episodio  |
| 2019 | Supernatural          | Cal                  | 1 episodio  |
| 2019 | Nancy Drew            | Sebastian            | 1 episodio  |
| 2019 | The Expanse           | Benji Draper         | 3 episodios |
| 2018 | 9-1-1                 | USAR Firefighter     | 1 episodio  |
| 2018 | The Rookie            | Bo Sokolovsky        | 1 episodio  |
| 2017 | Rosewood              | Rosewood (TV series) | 1 episodio  |
| 2017 | Speechless            | Alfonso              | 1 episodio  |
| 2017 | NCIS: Los Angeles     | Tom Rhee             | 1 episodio  |
| 2017 | Colony                | Grayhat Lieutenant   | 1 episodio  |
| 2016 | Jane the Virgin       | Male Nurse           | 1 episodio  |
| 2015 | Switched at Birth     | Employee             | 1 episodio  |
| 2015 | Extant                | GSC Tech             | 3 episodios |
| 2015 | Fear the Walking Dead | Guardsman            | 1 episodio  |
| 2014 | Happyland             | Chef Avinash         | 1 episodio  |
| 2014 | Scorpion              | Terrorist Marine     | 1 episodio  |
| 2004 | Strong Medicine       | Guy                  | 1 episodio  |
| 2003 | Star Trek: Enterprise | Cook                 | 1 episodio  |
| 2000 | Amazon                | Ochinta              | 2 episodios |
| 1999 | Earth: Final Conflict | Safe House Volunteer | 1 episodio  |
| 1999 | Relic Hunter          | Jose                 | 1 episodio  |
| 1998 | Highlander: The Raven | Tony                 | 1 episodio  |
| 1997 | Fast Track            | Sibling Rivalry      | 1 episodio  |

### Teatro seleccionado
| Producción        | Teatro                                              | Role(s)       | Ref.   |
| ----------------- | --------------------------------------------------- | ------------- | ------ |
| The Lion King     | Princess of Wales Theatre and New Amsterdam Theatre | Simba         | [ 9 ]  |
| Echoes in Concert | Factory Theatre                                     | Various       | [ 5 ]  |
| Romeo and Juliet  | Ryerson Main Stage                                  | Lord Montague | [ 10 ] |

### Discografía
- Our Time - tema musical de Beyblade Burst[11]